# Decacovirus
Subgenul Decacovirus este un subgen de coronavirusuri din genul Alphacoronavirus care include 2 specii de coronavirusuri: alfacoronavirusul HuB-2013 al liliacului Rhinolophus ferrumequinum (Rhinolophus ferrumequinum alphacoronavirus HuB-2013) și coronavirusul HKU10 al liliecilor (Bat coronavirus HKU10). Ambele specii nu sunt zoonotice, adică nu se transmit la om.
Alfacoronavirusul HuB-2013 al liliacului Rhinolophus ferrumequinum include 2 tulpini virale: BtMs-AlphaCoV/GS2013 și BtRf-AlphaCoV/HuB2013. Tulpina BtMs-AlphaCoV/GS2013 (GenBank nr. KJ473810) a fost descoperită în 2013 în provincia Gansu, China, la  liliecii cu urechi de șoarece (Myotis spp.). Tulpina BtRf-AlphaCoV/HuB2013 (GenBank nr. NC_028814) a fost descoperită tot în 2013 în provincia Hubei, China, la  liliecii mari cu potcoavă (Rhinolophus ferrumequinum). Ambele tulpini au o identitate foarte mari a secvențelor genetice (peste 98%), dar mai  mică a genelor care codifică proteina spiculară S (numai 85% de nucleotide sunt identice).
A doua specie a subgenului, coronavirusul HKU10 al liliecilor, a fost descoperită în 2005 în China la liliecii ruzet, numiți și câini zburători (Rousettus spp. - GenBank nr. NC_018871) și la liliecii filorini (Hipposideros spp.). Alte tulpini de la liliecii filorini (Hipposideros spp.) au fost apoi descoperite în 2006 și 2010. O tulpină virală asemănătoare cu HKU10 a fost identificată la  liliacul filorin pomon (Hipposideros pomona) în 2018 în China (GenBank nr. MN611523).